# Giovanni Gastel
Giovanni Gastel (Milan, 27 décembre 1955 - Milan, 13 mars 2021), est un photographe italien.

## Biographie
Fils de Giuseppe Gastel et d'Ida Visconti di Modrone, neveu de Luchino Visconti, Giovanni Gastel est né à Milan le 27 décembre 1955 et s'est établi comme photographe de mode. Il aborde la photographie au début des années 1970.
En 1981, il commence à travailler pour de nombreux magazines de mode, notamment : Vogue Italia, Elle et Vanity Fair, collaborant également avec des marques comme Dior, Trussardi (it), Krizia, Tod's ou Versace.
Au cours de ces années d'engagement professionnel, il commence à développer son style personnel, caractérisé par une ironie poétique. Sa passion pour l'histoire de l'art l'amène à introduire dans ses photographies un goût pour la composition équilibrée. Ses références sont le Pop Art et le travail photographique d'Irving Penn. À partir des années 2000, il s'adonne au portrait.
Giovanni Gastel est mort à Milan le 13 mars 2021 des suites du COVID-19, à l'âge de 65 ans.